# Crátinos de Atenas
Crátinos foi um poeta grego (Atenas, c. 520/515 a.C. – ?, c. 423 a.C.).
Segundo a tradição teria escrito 21 comédias mas 28 obras atribuídas ao poeta chegaram até nós (algumas equivocadamente). Crátinos teve nove vitórias literárias em sua carreira: seis nos jogos Dionisíacos e três nos Leneanos (a primeira em 453 a.C. e a última em 423 a.C.).
Sua poesia foi inspirada e audaciosa nos ataques a Péricles, já que Crátinos era partidário de Címon. Suas sátiras eram violentas, suas críticas ásperas e expressava severidade de julgamento.
É considerado o primeiro poeta a dar dignidade literária à comédia. Aristófanes, em Os cavalheiros, testemunha a simpatia que Crátinos desfrutava com os gregos e em especial com os comediógrafos posteriores. Foi também Aristófanes, seu jovem rival, que o acusou, em 424 a.C., de vagar bêbado pelas ruas de Atenas com o intuito de despertar a piedade dos atenienses. Crátino vingou-se no ano seguinte ao escrever A bilha, onde dizia que quem bebe água é incapaz de criar coisas belas e que o vinho é útil para o autor cômico. Defendeu-se de modo tão brilhante e com tanta impetuosidade que os atenienses lhe deram o primeiro prêmio. Aristófanes teve que se contentar com o terceiro lugar.